# Bin Dżawwad
Bin Dżawwad (arab. بن جواد) – miasto w Libii, ok. 100 km na wschód od Syrty.
W czasie powstania w Libii w 2011, 6 marca toczyło się tam zbrojne starcie. Wówczas siły rządowe pokonały rebeliantów.